# Astelia argyrocoma
Astelia argyrocoma là một loài thực vật có hoa trong họ Asteliaceae. Loài này được A.Heller ex Skottsb. mô tả khoa học đầu tiên năm 1934.